# Platyarachne
Genre
Platyarachne est un genre d'araignées aranéomorphes de la famille des Thomisidae.

## Distribution
Les espèces de ce genre se rencontrent en Guyane, au Pérou et au Brésil.

## Liste des espèces
Selon World Spider Catalog (version 21.0, 09/07/2020) :
- Platyarachne episcopalis (Taczanowski, 1872)
- Platyarachne histrio Simon, 1895
- Platyarachne scopulifera Simon, 1895

## Publication originale
- Keyserling, 1880 : Die Spinnen Amerikas, I. Laterigradae. Nürnberg, vol. 1, p. 1-283 (texte intégral).